# Mistrzostwa Polski w Biathlonie 1982
16. Mistrzostwa Polski w biathlonie odbyły się w 1982 w Zakopanem. Rozegrano trzy konkurencje, bieg indywidualny mężczyzn na dystansie 20 kilometrów, bieg sprinterski na dystansie 10 kilometrów i sztafetę 4 x 7,5 km.

## Terminarz i medaliści
| Data | Konkurencja                | Złoto                                                                                          | Srebro                                                                                    | Brąz                                                          |
| 1982 | Bieg indywidualny mężczyzn | Jerzy Szyda Górnik Wałbrzych                                                                   | Józef Michniak WKS Legia Zakopane                                                         | Leopold Latawiec WKS Legia Zakopane                           |
| 1982 | Bieg sprinterski mężczyzn  | Leopold Latawiec WKS Legia Zakopane                                                            | Jerzy Szyda Górnik Wałbrzych                                                              | Ryszard Ponikwia WKS Legia Zakopane                           |
| 1982 | Bieg sztafetowy mężczyzn   | WKS Legia Zakopane Eugeniusz Kołodziej Ryszard Ponikwia Krzysztof Ptaszkowski Leopold Latawiec | WKS Legia Zakopane Mieczysław Bodziana Stanisław Gąsienica Franciszek Leja Józef Michniak | Górnik Iwonicz Zdrój Z. Długosz J. Jakieła St. Penar J. Karaś |